# Dervillite
La dervillite è un minerale.